# Sołonka
Sołonka (Solanka) – wieś w Polsce położona w województwie podkarpackim, w powiecie rzeszowskim, w gminie Lubenia.
W latach 1975–1998 miejscowość administracyjnie należała do województwa rzeszowskiego.
Z Sołonki pochodził ks. Antoni Szypuła.

## Części wsi
| SIMC    | Nazwa      | Rodzaj    |
| ------- | ---------- | --------- |
| 0654411 | Dół        | część wsi |
| 0654428 | Dział      | część wsi |
| 0654434 | Góra       | część wsi |
| 0654440 | Podlas     | część wsi |
| 0654457 | Pólka      | część wsi |
| 0654463 | Przymiarki | część wsi |
| 0654470 | Zakrąg     | część wsi |

## Kultura
Muzeum Regionalne powstało w 1985. Obecnie ekspozycja zawiera ponad 3 tys. eksponatów związanych z gminą Lubenia, kulturą materialną i duchową wsi rzeszowskiej (narzędzia, przedmioty codziennego użytku, dokumenty, dzieła sztuki ludowej itp.).
Ekspozycje muzealne składają się z czterech części: Muzeum Historycznego, Muzeum Etnograficznego, Muzeum Strachów Polnych oraz Muzeum Fotografii Chłopskiej Bolesława Wróbla.
- Muzeum Historyczne posiada kilkaset eksponatów pochodzących głównie z okolic Lubeni od czasów najdawniejszych do współczesnych m.in. archeologia, biała broń, szczątki zwierząt kopalnych: mamut, nosorożec włochaty, dokumenty, przedmioty codziennego użytku, monety itp. od czasów neolitycznych (3,5–4 tys. lat) aż do I połowy XX wieku.
- Muzeum Etnograficzne prezentuje kilkaset zabytków kultury materialnej wsi, związanych z życiem mieszkańców wiosek gminy Lubenia od XVII do XX wieku (narzędzia, sztuka ludowa, rzemiosło chłopskie, ubiory, obrazy oraz interesujące przedmioty codziennego użytku).
- Muzeum Strachów Polnych istnieje od 1995. Jest to niezwykle barwna i trochę "straszna" galeria. Jedyna tego typu ekspozycja w Europie prezentująca strachy zdjęte z pól Podkarpacia i Beskidów oraz innych terenów Polski, a także z zagranicy (Słowacja, Ukraina). Część z nich została wykonana przez dzieci w ramach cieszącej się dużym zainteresowaniem, a organizowanej w latach 1992 - 2005 imprezy pt. "Straszydlisko".
- Muzeum Fotografii Chłopskiej Bolesława Wróbla zawiera fotografie wykonane przez samouka na szklanych kliszach w latach 1932–1960. Przedstawiają one fascynujący obraz życia wsi z I połowy XX wieku: sceny rodzajowe, portrety chłopów oraz malownicze nieistniejące już pejzaże wiejskie.

## Zabytki
- Chłopski most – zbudowany w II połowie XIX wieku most z kamienia rzecznego (bez użycia zaprawy) przez Pawła Maternę, kmiecia lubeńskiego z przysiółka Obręczna w Lubeni.Obiekt ten to oryginalny zabytek architektury ludowej, świadczący o niezwykłej precyzji inżynieryjnej i technice budowlanej zastosowanej przez budowniczego. Na terenie Polski zachowało się zaledwie kilka tego typu obiektów.Ponad stuletni most do dziś służy okolicznym mieszkańcom, co potwierdza wyjątkowa jakość i solidność chłopskiej konstrukcji.

## Atrakcje turystyczne
- Odkryto tu pozostałości po żupie solnej. Przypuszcza się, że wodę z Sołonki wykorzystywano już w czasach prasłowiańskich. Na pewno korzystano z niej w średniowieczu. W średniowieczu przebiegał tędy trakt handlowy z Węgier w kierunku Sandomierza. Szlak ten nazywano traktem królewskim. W okresie rzymskim wiodły tędy szlaki bursztynowe (IV–V wiek n.e.). W latach 2009–2010 zbudowano kaskadę solankową[7].
- Malinowe Święto – impreza folklorystyczna z owocem maliny w roli głównej, organizowana przez GOK w Lubeni. W programie znajduje się m.in. degustacja napojów malinowych, konkurs na najsmaczniejszy placek z malinami, wybory króla i królowej malin, liczne atrakcje dla dzieci oraz muzyczny piknik. Imprezie towarzyszą występy artystów oraz zespołów zarówno z województwa podkarpackiego, jak i innych regionów Polski a niejednokrotnie także goszczą zespoły z zagranicy.

## Galeria

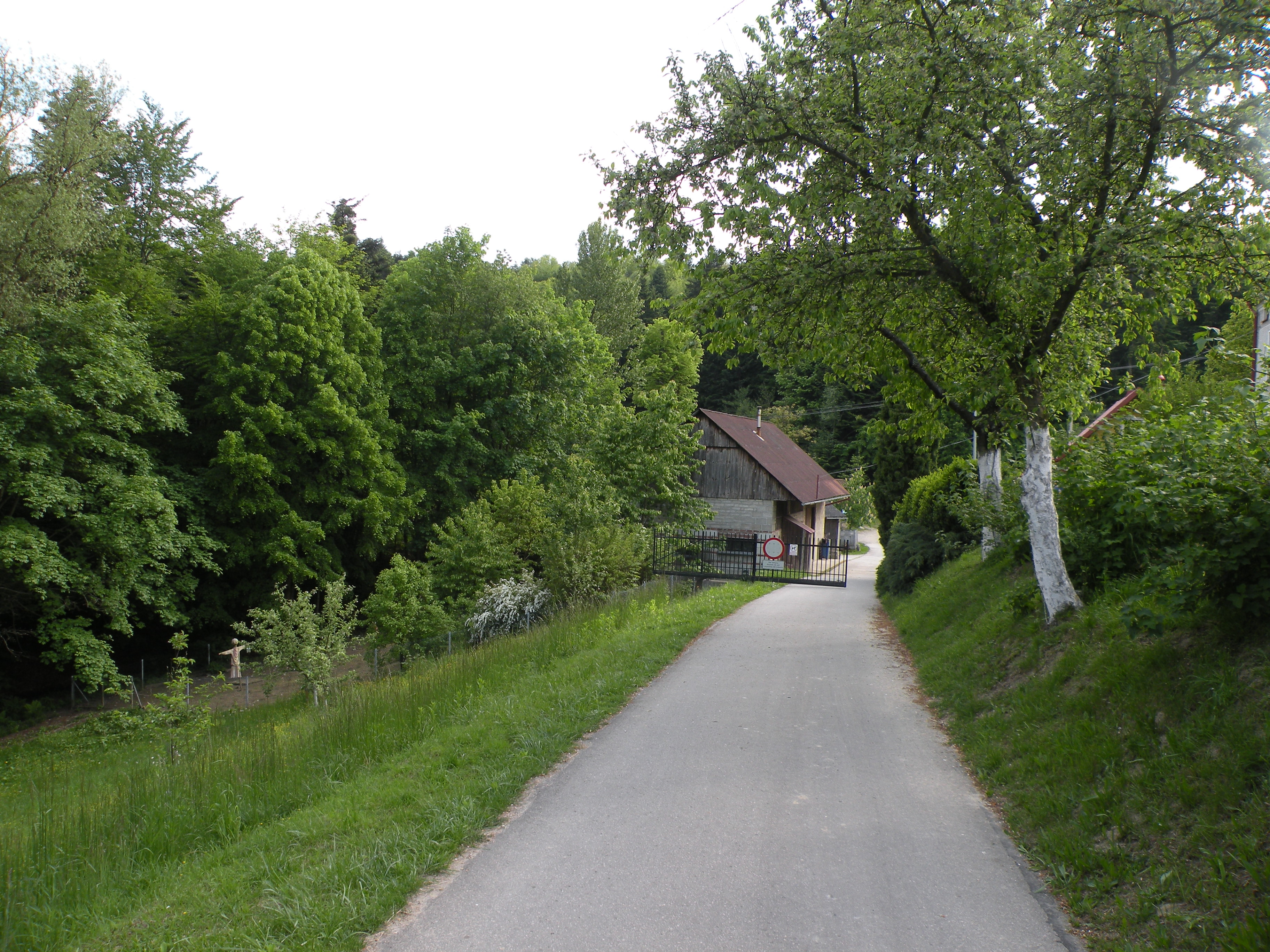
Droga do kaskady solankowej
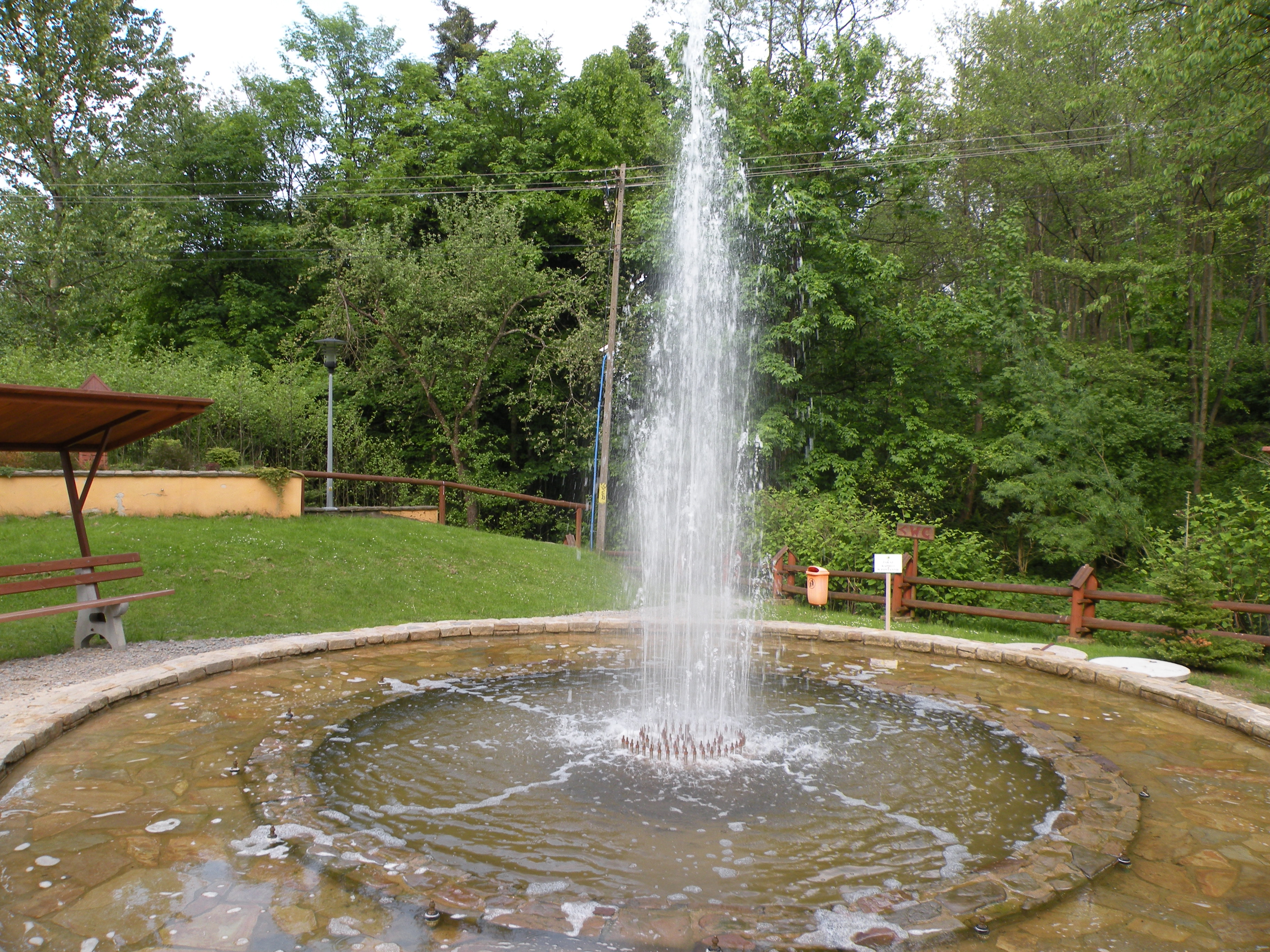
Fontanna w pobliżu kaskady solankowej
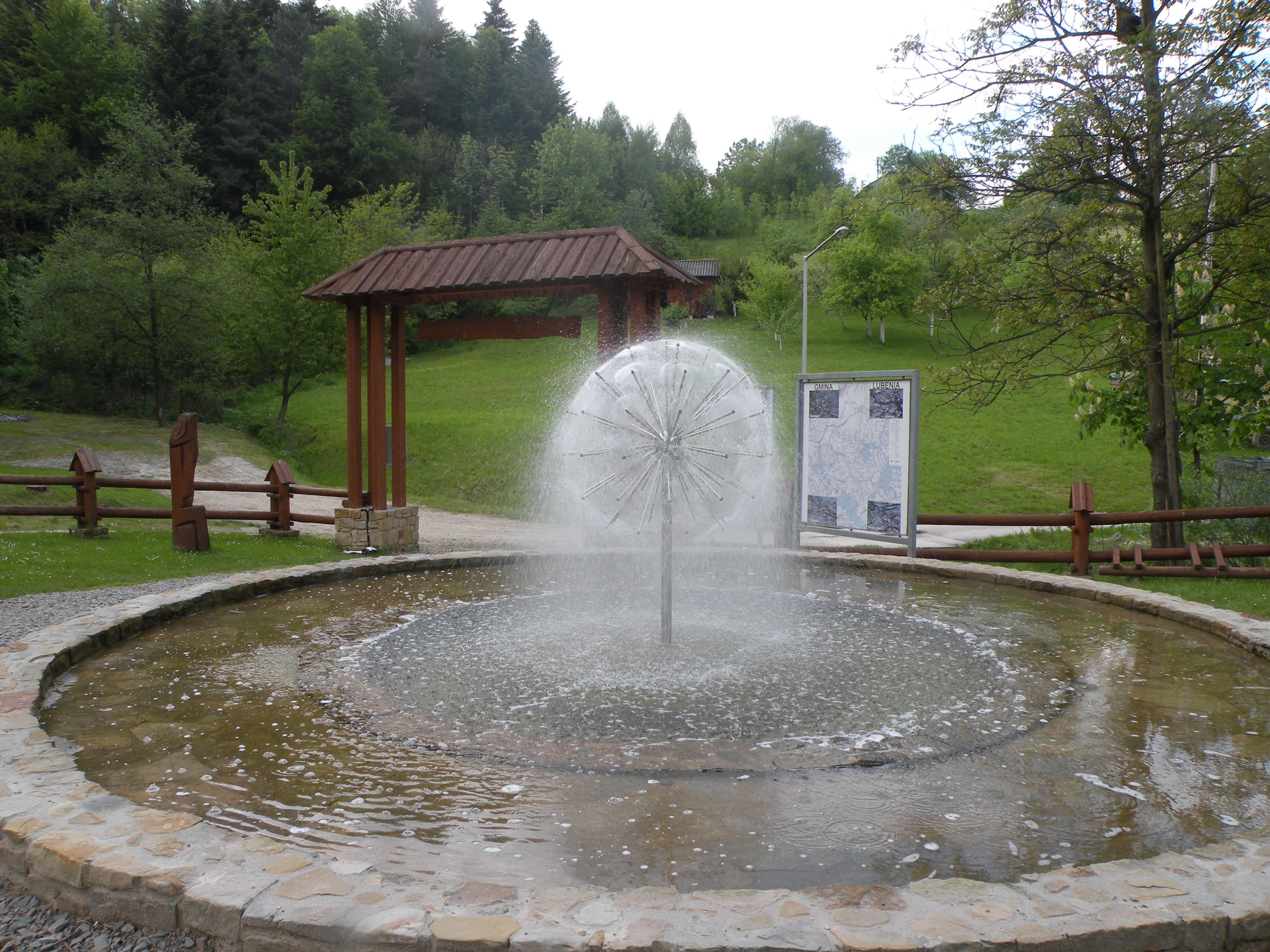
Fontanna w pobliżu kaskady solankowej
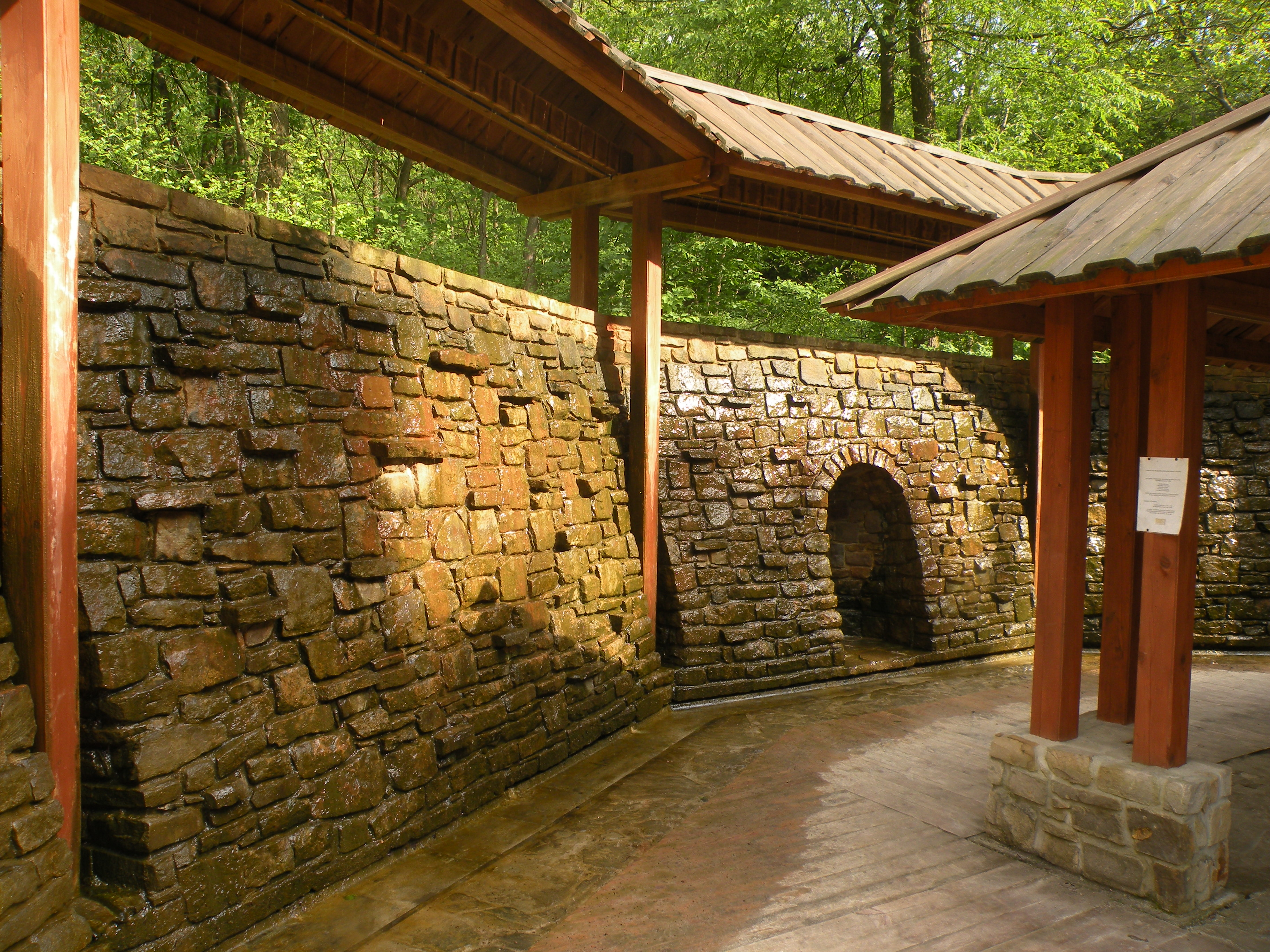
Kaskada solankowa
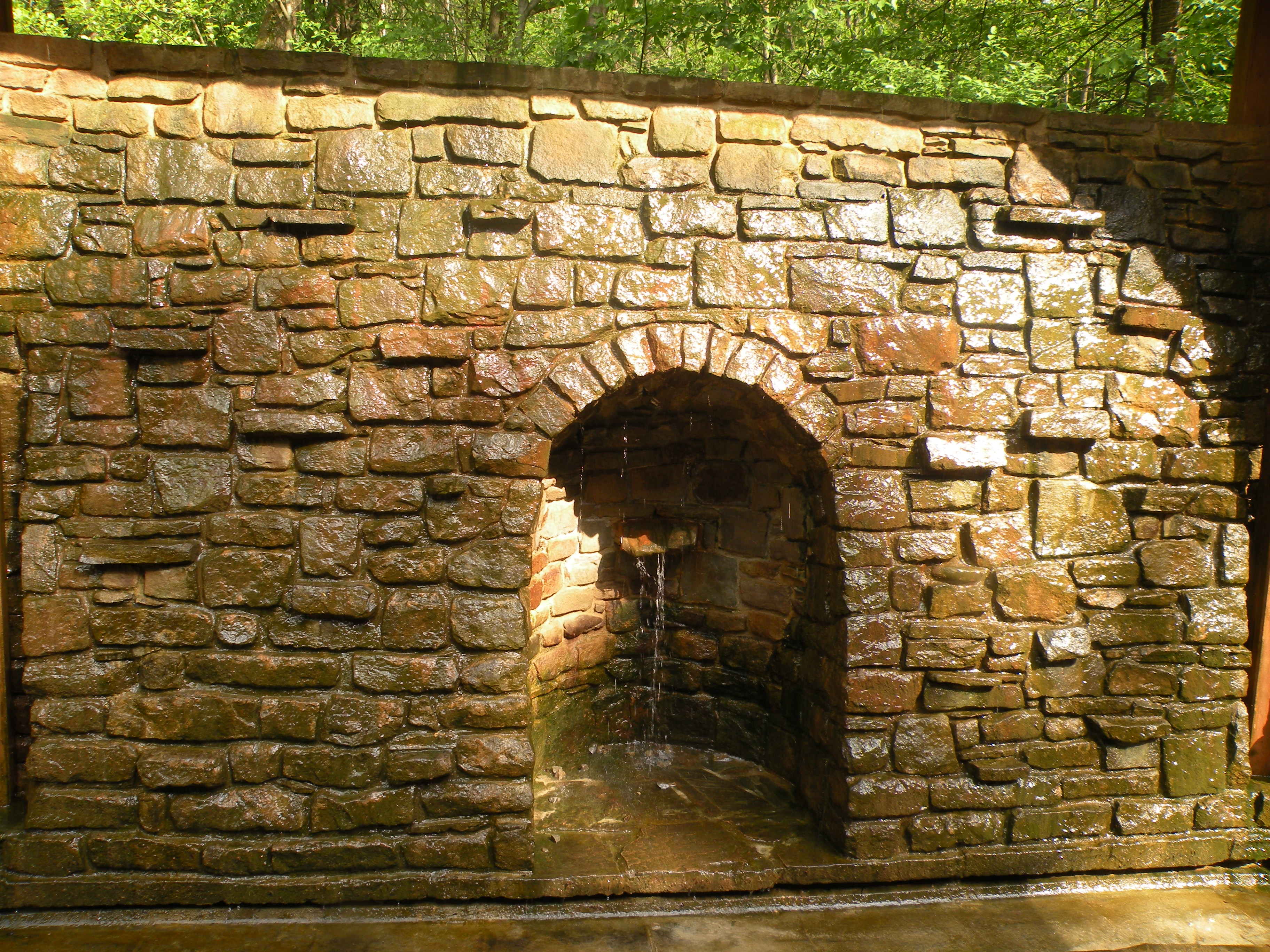
Kaskada solankowa
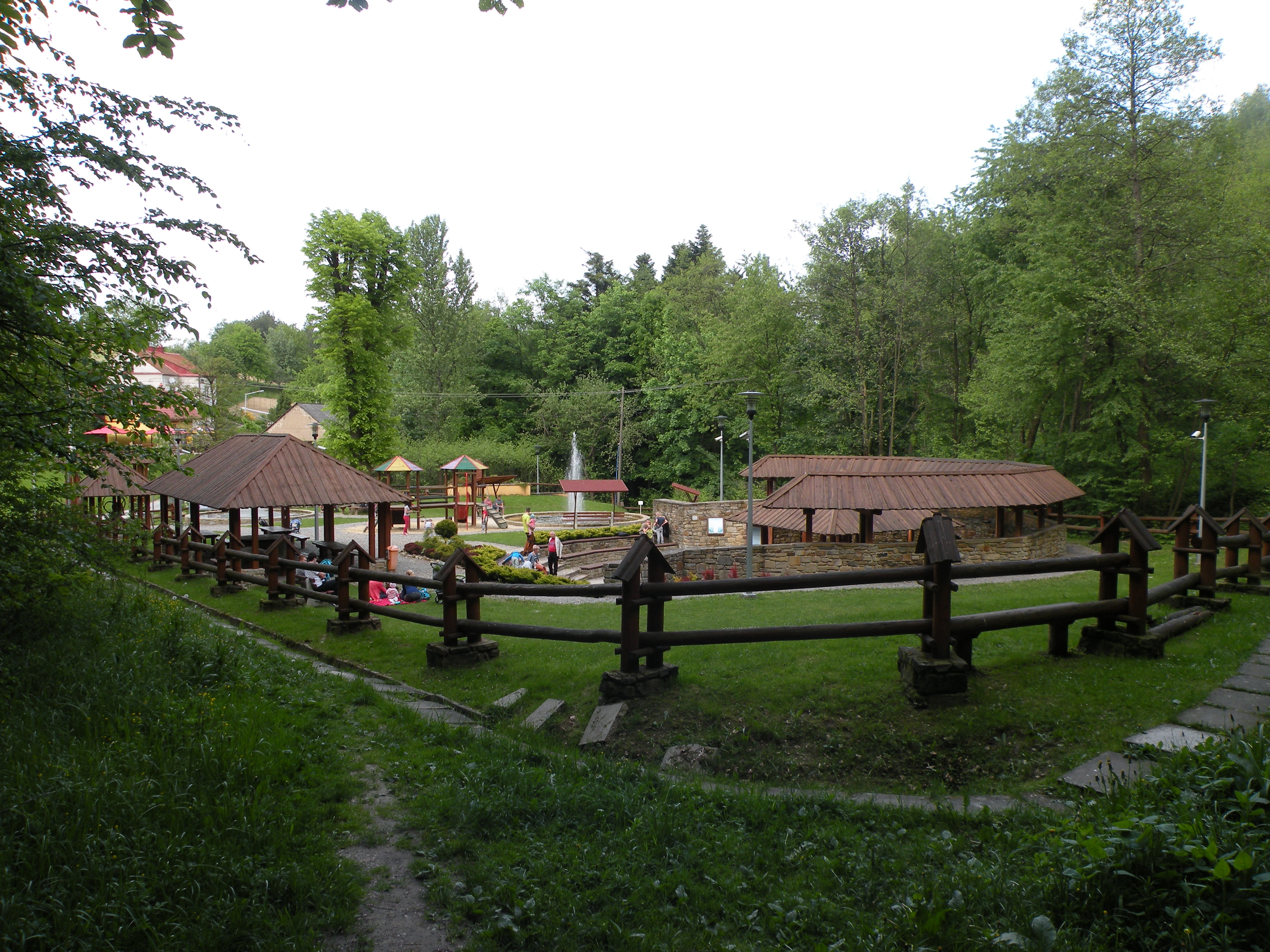
Otoczenie kaskady solankowej